# Los Fierros
Los Fierros är en ort i Mexiko.   Den ligger i kommunen Tarimoro och delstaten Guanajuato, i den centrala delen av landet, 190 km väster om huvudstaden Mexico City. Los Fierros ligger 1 972 meter över havet och antalet invånare är 1 633.
Terrängen runt Los Fierros är huvudsakligen kuperad, men åt sydost är den platt. Runt Los Fierros är det ganska tätbefolkat, med 129 invånare per kvadratkilometer. Närmaste större samhälle är Acámbaro, 18,6 km söder om Los Fierros. I omgivningarna runt Los Fierros växer huvudsakligen savannskog.